# Poa lindsayi
Poa lindsayi är en gräsart som beskrevs av Joseph Dalton Hooker. Poa lindsayi ingår i släktet gröen, och familjen gräs. Inga underarter finns listade i Catalogue of Life.